# Tsuruya Nanboku IV
Tsuruya Nanboku IV (鶴屋 南北); Katsu Hyōzō I, 勝 俵蔵; Sawa Hyōzō, 沢兵蔵 aussi 澤兵藏; Sakurada Hyōzō, 桜田 兵蔵 aussi 櫻田兵藏; né en 1755 à Edo - mort le 22 décembre 1829 dans la même ville est un dramaturge japonais du théâtre kabuki.

## Biographie
Né fils du teinturier Ebiya Izaburō, Tsuruya est élève de l'auteur de kabuki Sakurada Jisuke I en 1776. À partir de 1777, il est actif sous le nom Sakurada Hyōzō pour le Nakamura-za puis à partir de 1880 sous le nom Sawa Hyōzō pour l'Ichimura-za. En 1788, il prend le nom Tsuruya Nanboku IV après la mort de son beau-père Tsuruya Nanboku III.
Avec le soutien de l'acteur Bandō Hikosaburo III. il devient en 1803 le principal auteur (tatesakusha) du Kawarazaki-za. Il ne connaît le succès en tant que dramaturge qu'après 1800. Il écrit ensuite plus de 120 pièces et est surtout connu comme auteur de drames de fantômes tels que Sakurahime azuma no bunshō (1817) et Yotsuya kaidan (1825). Ses effets scéniques techniques tels que les changements de costumes rapides (hayagawari) et les vols dans les airs (chūnori) étaient réputés. Onoe Shōroku I, Onoe Kikugorō III, Matsumoto Kōshirō et Ichikawa Danjūrō VII comptent parmi les célèbres acteurs de ses pièces.

## Ouvrages
- Toki-mo Kikyō, 1808
- Okuni Gozen Keshō no Sugatami, 1809
- Kokoro no Nazo Toketa Iroito (avec Sakurada Jisuke II]), 1810
- Kachi Zumō Ukina no Hanabure (Shirafuji Genta), 1810
- Ehon Gappō-ga-Tsuji (avec Sakurada Jisuke II), 1810
- Osome Hisamatsu Ukina no Yomiuri (Osome no Nanayaku), 1813
- Sumidagawa Hana no Goshozome (Onna Seigen, avec entre autres les acteurs Iwai Hanshirō V, Ichikawa Danjūrō VII et Matsumoto Kōshirō V), 1814
- Kakitsubata Iro mo Edozome (Oroku to Gantetsu, avec entre autres les acteurs Iwai Hanshirō V, Ichikawa Danjūrō VII, Bandō Mitsugorō III et Matsumoto Kōshirō V), 1815
- Haji Momiji Ase no Kaomise (Date no Jūyaku, avec Ichikawa Danjūrō VII interprétant 10 rôles), 1815
- Sakura Hime Azuma Bunshō, 1817
- Sakura Butai Maku no Datezome, 1820
- Tsuki no En Tsuki no Shiranami (avec Onoe Kikugurō dans le rôle principal), 1821
- Imoseyama Hitome Sembon, 1821
- Ukiyozuka Hiyoku no Inazuma, 1823
- Kesakake Matsu Narita no Riken (avec Onoe Kikugorō III et Ichikawa Danjūrō VII dans les rôles principaux), 1823
- Tōkaidō Yotsuya Kaidan, 1825 ; traduction en français : Fantômes à Yotsuya, présentation et traduction de Michel Wasserman, in Le Mythe des quarante-sept rônin, présentation de René Sieffert, Publications orientalistes de France, 1981, p. 229-442  (ISBN 2-7169-0153-8)
- Kamikakete Sango Taisetsu, 1825
- Oniwaka Kongen Butai (avec Ichikawa Danjūrō VII, Iwai Shijaku I et Iwai Kumesaburō II dans les rôles principaux), 1825
- Kin no Zai Saru Shima Dairi (avec Segawa Kikunojō V et Nakamura Shikan II dans les rôles principaux), 1829

## Source de la traduction
- (de) Cet article est partiellement ou en totalité issu de l’article de Wikipédia en allemand intitulé « Tsuruya Namboku IV. » (voir la liste des auteurs).
- Notices d'autorité :   - VIAF
  - ISNI
  - BnF (données)
  - IdRef
  - LCCN
  - GND
  - Japon
  - CiNii
  - Pays-Bas
  - Pologne
  - Israël
  - Norvège
  - Tchéquie
  - Corée du Sud
  - WorldCat